# 976
976 (CMLXXVI) var ett skottår som började en lördag i den julianska kalendern.

## Händelser

### Januari
- 10 januari – Basileios II blir bysantinsk kejsare.

### Okänt datum
- Al-Hakam II efterträds av Hisham II som kalif av Córdoba.

## Födda
- 5 februari – Sanjo, kejsare av Japan.

## Avlidna
- 10 januari – Johannes I Tzimiskes, kejsare av Bysantinska riket.
- 8 oktober – Jelena av Zadar, drottning av Kroatien.